# Aço sérico
O aço sérico ou também chamado de aço de Wootz  é um aço caracterizado por um padrão de bandas e alto teor de carbono. Essas bandas são formadas por folhas de carbonetos microscópicos dentro de uma martensita temperada ou matriz de perlita em aço de alto carbono, ou por bandas de ferrita e perlita em aços de baixo carbono. Foi uma liga de aço pioneira inventada no sul da Índia (Tamil Nadu) em meados do primeiro milênio a.C e exportada globalmente.

## História
O aço sérico teve origem em meados do primeiro milênio antes de Cristo no sul da Índia, na atual Kodumanal, Erode, Tamil Nadu. Existem várias referências literárias antigas do Tamil, do norte da Índia, grega, chinesa e romana ao aço Tamil de alto carbono. Em tempos posteriores, tal aço  também era feito na Golconda, em Telangana, Karnataka e no Sri Lanka. O aço foi exportado na forma de bolos de ferro metálico que passaram a ser conhecidos como "Wootz".
O método era aquecer minério de magnetita preta na presença de carbono em um cadinho de argila selado dentro de um forno a carvão para remover completamente a sujeira. Uma alternativa era fundir o minério primeiro para a obtenção do ferro forjado, depois aquecê-lo e martelá-lo para remover as impurezas. A fonte de carbono era bambu e folhas de plantas como Avārai. Os chineses e locais no Sri Lanka adotaram os métodos de produção de aço sérico de Chera Tamils no século V a.C.. No Sri Lanka, este método inicial de fabricação de aço empregava uma fornalha eólica exclusiva, impulsionada pelos ventos das monções. Surgiram locais de produção da antiguidade, em locais como Anuradhapura, Tissamaharama e Samanalawewa , bem como artefatos importados de ferro e aço antigos de Kodumanal. Uma guilda comercial Tamil de 200 a.C em Tissamaharama , no sudeste do Sri Lanka, trouxe consigo alguns dos mais antigos artefatos e processos de produção de ferro e aço do período clássico para a ilha.
O comércio entre o sul da Índia e o Sri Lanka com o mundo árabe através do Mar da Arábia introduziu o aço wootz (sérico) na Arábia. O termo muhannad ou hendeyy no árabe pré-islâmico e islâmico inicial refere-se a lâminas de espadas feitas de aço indiano, que eram altamente valorizadas e são comprovadas na poesia árabe. O comércio posterior espalhou a tecnologia para a cidade de Damasco, onde se desenvolveu uma indústria para a fabricação de armas desse aço. Isso levou ao desenvolvimento do aço de Damasco. O viajante árabe Edrisi do século XII mencionou o "hinduwani" ou aço indiano como o melhor do mundo. Os relatos árabes também apontam para a fama do aço 'Teling', que pode ser considerado uma referência à região de Telangana. A região da Golconda de Telangana é claramente o centro nodal para a exportação de aço wootz para a Ásia Ocidental.
Outro sinal de sua reputação é visto em uma frase persa - para dar uma "resposta indiana", que significa "um corte com uma espada indiana". O aço Wootz (sérico) foi amplamente exportado e comercializado em toda a Europa antiga e no mundo árabe , e tornou-se particularmente famoso no Oriente Médio.  As lendárias espadas de Tipu Sultan agora fazem parte de coleções valiosas em museus da Inglaterra. A espada tinha um fio incrivelmente duro e afiado que poderia facilmente rasgar a armadura do oponente. Essa qualidade da espada veio de um tipo especial de aço de alto carbono chamado Wootz ou sérico, que foi produzido em todo o sul da Índia. O aço sérico, quando transformado em espadas, produzia uma lâmina muito afiada com um padrão de água corrente. Esse padrão veio de cristais de carbono muito pequenos embutidos no ferro.

## Desenvolvimento da Metalurgia Moderna
A partir do século XVII vários viajantes europeus observaram a fabricação de aço no sul da Índia, em Mysore, Malabar e Golconda. A palavra "wootz" parece ter origem numa tradução incorreta de “wook”, sendo a palavra raiz do idioma tâmil para a liga “urukku”. Outra provável explicação diz que a palavra é uma variação de” uchcha” ou “ucha”("superior"). De acordo com uma teoria, a palavra “ukku” é baseada no significado "derreter, dissolver". Em outras línguas dravídicas também existem palavras que soam semelhantes para o aço: “ukku” em Kannada e Telugu, e “urukku” em Malayalam . Quando Benjamin Heyne inspecionou o aço indiano nos distritos cedidos e em outras áreas de língua Kannada, ele foi informado de que o aço era “ucha kabbina” ("ferro superior"), também conhecido como ukku tundu em Mysore.
Lendas de aço wootz (sérico) e espadas de Damasco despertaram a curiosidade da comunidade científica europeia do século XVII ao século XIX. O uso de ligas de alto carbono era pouco conhecido na Europa anteriormente e, portanto, a pesquisa sobre esse aço desempenhou um papel importante no desenvolvimento da metalurgia moderna inglesa, francesa e russa. Em 1790, amostras de aço sérico foram recebidas por Sir Joseph Banks, presidente da British Royal Society, enviado por Helenus Scott. Estas amostras foram submetidas a exame científico e análise por diversos especialistas. Espécimes de adagas e outras armas foram enviadas pelos rajas da Índia para a Grande Exposição em Londres em 1851 e em 1862 para a Exposição Internacional. Embora os braços das espadas fossem lindamente decorados e adornados com joias, eles eram altamente valorizados pela qualidade de seu aço. Dizia-se que as espadas dos Sikhs suportavam entortar e amassar, mas eram finas e afiadas.